# Mytilaria
Mytilaria là một chi thực vật có hoa thuộc họ phụ Mytilarioideae trong họ Hamamelidaceae.